# Patseya
Patseya är ett vattendrag i Belarus.   Det ligger i voblasten Mahiljoŭs voblast, i den östra delen av landet, 220 km öster om huvudstaden Minsk.
Omgivningarna runt Patseya är en mosaik av jordbruksmark och naturlig växtlighet. Runt Patseya är det glesbefolkat, med 11 invånare per kvadratkilometer.